# Autódromo Eusebio Marcilla

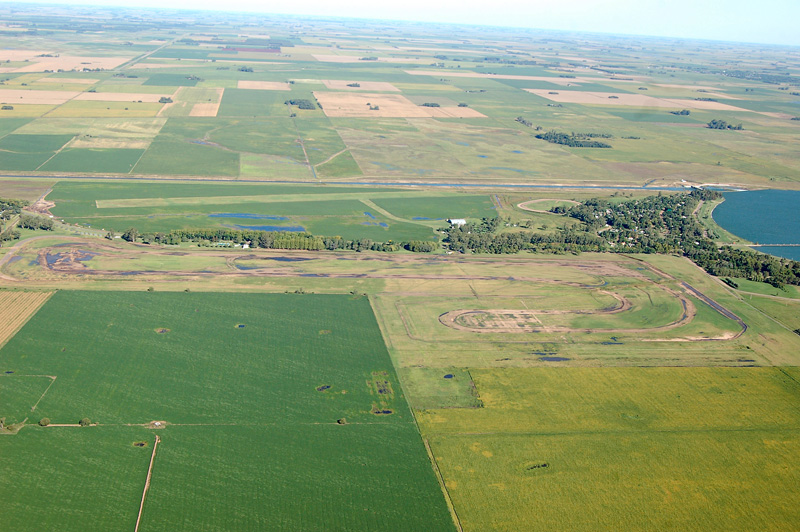
Vista panorámica del Autódromo Eusebio Marcilla de Junín.

El Autódromo Eusebio Marcilla es un circuito de carreras para competiciones de deporte motor, ubicado en el acceso al parque natural Laguna de Gómez en Junín, Argentina. La pista original, inaugurada en 1947, fue pavimentada en 1970 y ampliada hasta una longitud de 4200 metros en 2011.
Ocupa buena parte del predio de 94 hectáreas del Auto Moto Club Junín, y su nombre recuerda al piloto juninense Eusebio Marcilla (1914-1953).

## Remodelación
El autódromo se re-inauguró el domingo 7 de agosto de 2011 con la participación del Turismo Carretera y el TC Pista. En enero de 2020 se lo puede observar abandonado al igual que el predio completo camino al parque natural Laguna de Gómez.
El circuito original que poseía 2000 m fue modificado, se anexaron al predio más de 50 ha y se construyó un circuito de más de 4200 m, capaz de albergar a cualquier categoría del automovilismo nacional argentino, como el Turismo Carretera, TC2000 y Top Race.

## Ubicación
El acceso al predio del autódromo se encuentra en el kilómetro 7 del camino al parque natural Laguna de Gómez, frente al Club de Planeadores. Dicho camino nace hacia el sudoeste en el km 259 de la Ruta Nacional 7.
Distancias:
- Centro comercial y administrativo de Junín: 10 km
- Aeropuerto de Junín: 16 km
- Rosario: 215 km
- Buenos Aires: 266 km

## Ganadores

### Turismo Carretera
| Año  | Piloto           | Automóvil       |
| ---- | ---------------- | --------------- |
| 2011 | Guido Falaschi   | Ford Falcon     |
| 2012 | Norberto Fontana | Torino Cherokee |
| 2013 | Mariano Werner   | Ford Falcon     |
| 2014 | Agustín Canapino | Chevrolet Chevy |

### Súper TC2000
| Año  | Piloto           | Automóvil   |
| ---- | ---------------- | ----------- |
| 2011 | José María López | Fiat Linea  |
| 2015 | Damián Fineschi  | Peugeot 408 |

### Top Race
| Año            | Piloto            | Automóvil             |
| -------------- | ----------------- | --------------------- |
| 2012 (marzo)   | Juan Cruz Álvarez | Volkswagen Passat CC  |
| 2012 (junio)   | Matías Rossi      | Ford Mondeo           |
| 2013           | Norberto Fontana  | Mitsubishi Lancer     |
| 2014 (febrero) | Néstor Girolami   | Mitsubishi Lancer     |
| 2014 (agosto)  | Agustín Canapino  | Mercedes-Benz Clase C |
| 2015           | Matías Rodríguez  | Mercedes-Benz Clase C |